# جرس فرانكلين

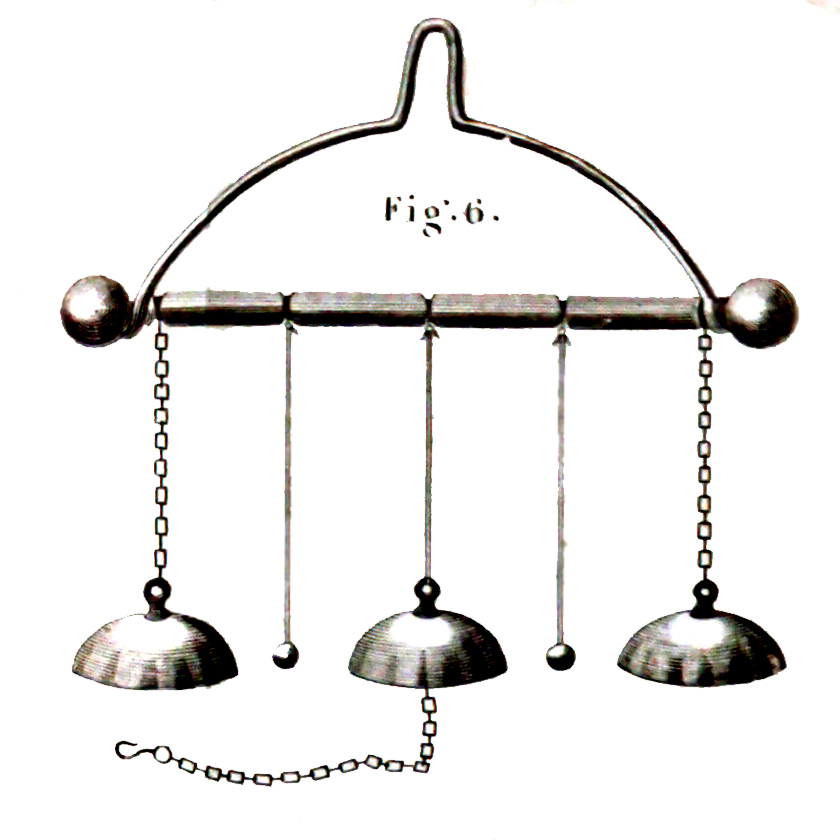
رسم تخطيطي لأجراس فرانكلين، كما هو مطبوع في محاضرات جورج آدامز حول الفلسفة الطبيعية والتجريبية

أجراس فرانكلين (المعروفة أيضًا باسم أجراس جوردون أو أجراس البرق) هي عرض مبكر للشحنة الكهربائية المصممة للعمل مع جرة ليدن. أجراس فرانكلين ليست سوى مؤشر نوعي للشحنة الكهربائية وقد تم استخدامها في العروض التوضيحية البسيطة بدلاً من البحث. كان هذا أول جهاز يحول الطاقة الكهربائية إلى طاقة ميكانيكية على شكل حركة ميكانيكية مستمرة، وفي هذه الحالة، تحريك الجرس ذهابًا وإيابًا بين جرسين مشحونين بشكل معاكس.

## التصميم والتشغيل
تتكون الأجراس من حامل معدني به عارضة تتدلى منه ثلاثة أجراس. يتدلى الجرسان الخارجيان من سلاسل معدنية موصلة، بينما يتدلى الجرس المركزي من خيط غير موصل. في الفراغات بين هذه الأجراس، علق مصفقان معدنيان، بندولان صغيران، على خيوط غير موصلة. سلسلة معدنية قصيرة تتدلى من الجرس المركزي.
يتم وضع سلسلة الجرس المركزية على اتصال مع السطح الداخلي لوعاء ليدن، بينما يتم ملامسة السطح الخارجي للجرار مع الحامل المعدني. وهكذا، يأخذ الجرس المركزي شحنته من السطح الداخلي للوعاء، بينما يشحن السطح الخارجي الأجراس على السلاسل الموصلة. يتسبب هذا في وجود اختلاف في الجهد الكهربائي للأجراس يساوي ذلك بين الأسطح الداخلية والخارجية للوعاء. ينجذب المصفقون المعدنيون المعلقون إلى جرس واحد، ويلامسونه، ويلتقطون شحنته، ويصدون؛ سوف يتأرجحون بعد ذلك إلى الجرس الآخر، ويفعلون الشيء نفسه هناك. في كل مرة يلمس فيها المصفقون الجرس، يتم نقل الشحنة بين الأسطح الداخلية والخارجية لوعاء ليدن. عندما يتم تفريغ الجرة بالكامل، ستتوقف الأجراس عن الرنين.

## تاريخه
تم تسمية هذا الجهاز على اسم بنجامين فرانكلين، وهو أحد الأوائل الذي استخدمه أثناء تجربته للكهرباء. وقد اكتشف من قبل المخترع الإسكتلندي أندرو جوردن، أستاذ الفلسفة الطبيعية في جامعة إيرفورت، ألمانيا. [ بحاجة لمصدر ] في حوالي عام 1742 اخترع جهازًا يُعرف باسم "الدقات الكهربائية"، والذي تم وصفه على نطاق واسع في الكتب المدرسية للكهرباء. استفاد فرانكلين من فكرة جوردون من خلال توصيل جرس واحد بقضيب الصواعق المدبب، والمعلق بمدخنة، والجرس الثاني على الأرض. احتوت إحدى أوراقه على الوصف التالي:
في سبتمبر 1752، نصبت قضيبًا حديديًا لسحب البرق إلى منزلي، من أجل إجراء بعض التجارب عليه، مع جرسين لإعطاء إشعار عندما يجب أن يكون القضيب كهربائيًا.

## روابط خارجية
https://web.archive.org/web/20140624020832/http://learn.fi.edu/franklin/bells.html
http://www.arcsandsparks.com/franklin.html